# Еріка Лоренц
Еріка Лоренц (англ. Ericka Lorenz, 18 лютого 1981) — американська ватерполістка.
Призерка Олімпійських Ігор 2000, 2004 років.
Чемпіонка світу з водних видів спорту 2003, 2007 років, призерка 2005 року.